# März 2020
Portal Geschichte | Portal Biografien | Aktuelle Ereignisse | Jahreskalender | Tagesartikel

◄ |
20. Jahrhundert |
21. Jahrhundert

◄ |
1990er |
2000er |
2010er |
2020er
| 2030er | 2040er

◄ |
2016 |
2017 |
2018 |
2019 |
2020
| 2021 | 2022 | 2023 | 2024 | ►

◄ |
Dezember 2019 |
Januar 2020 |
Februar 2020 |
März 2020 |
April 2020 |
Mai 2020 |
Juni 2020 |
►
Dieser Artikel behandelt tagesbezogene Nachrichten und Ereignisse im März 2020.

## Tagesgeschehen

### Sonntag, 1. März 2020
- Leipzig/Deutschland: Die Oberbürgermeisterwahl gewinnt der amtierende Bürgermeister Burkhard Jung (SPD).[1]
- Warschau/Polen: Die EU-Behörde Frontex entsendet weitere Beamte an die Grenze zwischen Griechenland und der Türkei, um Asylsuchende davon abzuhalten, in die EU zu gelangen.[2]
- Deutschland: Das Fachkräfteeinwanderungsgesetz tritt in Kraft.
- Deutschland: Die Impfpflicht gegen Masern für Kinder und Personal in Gemeinschafts- oder Gesundheitseinrichtungen tritt in Kraft.

### Montag, 2. März 2020
- Jerusalem/Israel: Parlamentswahl
- Vatikanstadt: Der Vatikan macht seine bisher gesperrten Aktenbestände zum Pontifikat von Papst Pius XII. für die Zeit während des Zweiten Weltkriegs ausgewählten Historikern zugänglich, darunter das Vatikanische Apostolische Archiv und die Archive der Glaubenskongregation und Kurienbehörden.

### Dienstag, 3. März 2020
- Hamburg/Deutschland: Die diesjährigen Michelin-Sterne werden bekannt gegeben.
- Vereinigte Staaten: Super Tuesday
- Washington, D.C./Vereinigte Staaten: Die US-Notenbank Fed senkt aufgrund der Coronavirus-Epidemie die Leitzinsen mit Wirkung ab 4. März um 50 Basispunkte auf ein Zielband zwischen 1,0 und 1,25 Prozent, die Primary Credit Rate wird von 2,25 Prozent auf 1,75 Prozent gesenkt.[3][4]
- Chicago/Vereinigte Staaten: Dem irischen Architekturbüro Grafton Architects, gegründet und geführt von Yvonne Farrell und Shelley McNamara, wird der diesjährige Pritzker-Preis, die höchste Auszeichnung für Architektur, zuerkannt.
- Marl/Deutschland: Das Grimme-Institut gibt die Preisträger des Grimme-Preises 2020 bekannt.
- Berlin/Deutschland: Der Vorstand des Verbands der Automobilindustrie beschließt, die Internationale Automobil-Ausstellung 2021 nicht wie bisher in Frankfurt am Main, sondern erstmals in München zu veranstalten.

### Mittwoch, 4. März 2020
- Erfurt/Deutschland: Bei der Wahl des Ministerpräsidenten von Thüringen wird Bodo Ramelow im dritten Wahlgang gewählt.[5]
- Exeter/Vereinigtes Königreich: Die Fluggesellschaft Flybe stellt ihren Betrieb ein.
- Hanau/Deutschland: Zentraler Trauerakt für die Opfer des Anschlags in Hanau.
- Kiew/Ukraine: Das Parlament nimmt das erneute Rücktrittsgesuch von Ministerpräsident Oleksij Hontscharuk an und ernennt den bisherigen Stellvertreter Denys Schmyhal zum neuen Amtsinhaber.[6]

### Donnerstag, 5. März 2020
- Bonn/Deutschland: Die katholische Kirche möchte Opfer von Missbrauchsfällen mit 50.000 € Schmerzensgeld entschädigen.[7]
- Hamburg/Deutschland: Unter dem Motto „Land schafft Verbindung“ demonstrierten 1000 Landwirte für eine sichere Produktion und fairere Preise.[8]

### Freitag, 6. März 2020
- Berlin/Deutschland: Das Robert Koch-Institut erklärt Südtirol zum Krisengebiet der Coronavirus-Epidemie.[9]
- Düsseldorf/Deutschland: Wegen Versorgungsengpässen hat der Landtag von Nordrhein-Westfalen das Fahrverbot für LKWs mit haltbaren Lebensmitteln und Hygieneartikeln bis zum 30. Mai aufgehoben.[10]
- Tunis/Tunesien: Vor der US-Botschaft sprengen sich zwei Selbstmordattentäter in die Luft.[11]

### Montag, 9. März 2020
- Dublin/Irland: Die Paraden zum Saint Patrick’s Day am 17. März sind landesweit abgesagt.
- Kabul/Afghanistan: In getrennten Zeremonien werden Staatsoberhaupt Ashraf  Ghani und sein Rivale Abdullah Abdullah beide zum afghanischen Präsidenten vereidigt.[12]
- München/Deutschland: Um die Coronavirus-Epidemie einzuschränken verbietet Bayern Veranstaltungen mit über 1000 Teilnehmern.
- Rom/Italien: Italien verbietet landesweit alle öffentlichen Veranstaltungen, verhängt eine Ausgangssperre und schließt alle Läden mit Ausnahme von Lebensmittelgeschäften, Apotheken und Banken.[13]

### Dienstag, 10. März 2020
- Neuss/Deutschland: Die laufende Saison der Deutschen Eishockey Liga wird vor Beginn der Playoffs vorzeitig für beendet erklärt, ein Meistertitel nicht vergeben.
- Parchal/Portugal: Vorzeitiges Ende des Algarve-Cups.

### Mittwoch, 11. März 2020

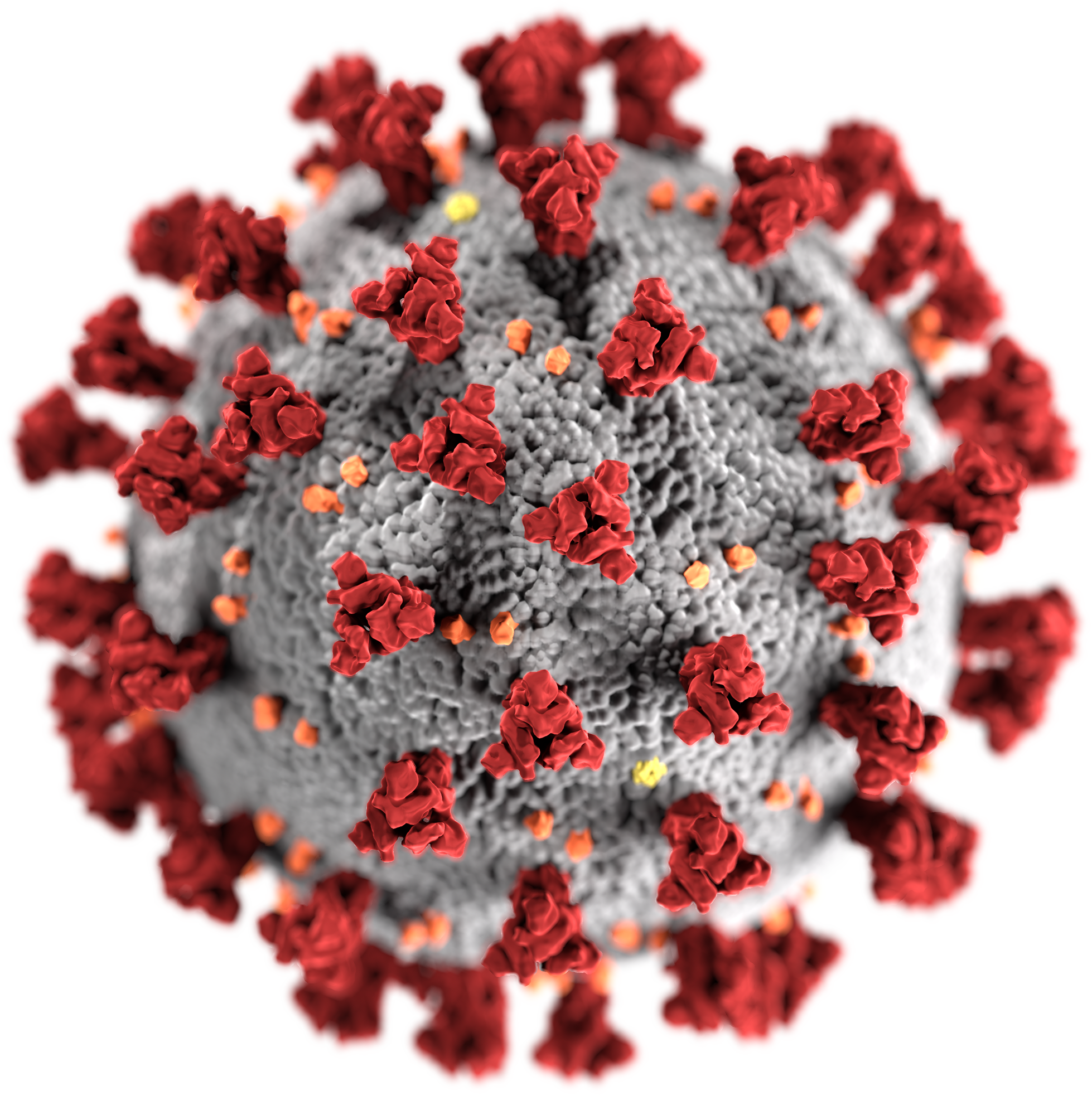

- Bagdad/Irak: Bei einem Angriff auf den Militärstützpunkt Tadschi der Anti-IS-Koalition wurden 3 Soldaten getötet und 12 verwundet. Bei dem Angriff schlugen 18 Katjuscha-Raketen ein.[14]
- Genf/Schweiz: Die WHO stuft die Verbreitung des Coronavirus SARS-CoV-2 als Pandemie ein.[15]
- der Premier-League-Tabellenführer FC Liverpool und der spanische Fußballclub Atlético Madrid spielen in Liverpool vor 52.000 Zuschauern – davon 3000 aus Madrid, das schon ein Coronavirus-Hotspot ist.[16]

### Donnerstag, 12. März 2020
- Abu Kamal/Syrien: Bei einem Luftangriff der Anti-IS-Koalition sterben 26 Kämpfer einer Iran-treuen Miliz.[17]
- Berlin/Deutschland: Die laufende Saison der Deutschen Volleyball-Bundesliga der Frauen und Männer wird vor den letzten Spieltagen der Hauptrunde für beendet erklärt. Auf die Austragung der Playoffs und die Vergabe eines Meistertitels wird verzichtet.[18]
- Berlin/Deutschland: Kramp-Karrenbauer verschiebt den für den 25. April geplanten CDU-Sonderparteitag zur Wahl des neuen Vorsitzenden aufgrund der aktuellen COVID-19-Pandemie.[19]
- Köln/Deutschland: Das Bundesamt für Verfassungsschutz erklärt den völkisch-nationalen „Flügel“ der AfD zum Beobachtungsfall.[20]

### Freitag, 13. März 2020
- Berlin/Deutschland: Alle Schulen, Kitas und Kigas in Berlin sind bis auf weiteres geschlossen.
- Bremen/Deutschland: Alle Schulen, Kitas und Kigas in Bremen sind bis auf weiteres geschlossen.
- Düsseldorf/Deutschland: Alle Schulen, Kitas und Kigas in Nordrhein-Westfalen sind bis einschließlich der Osterferien geschlossen.[21]
- Erfurt/Deutschland: Alle Schulen, Kitas und Kigas in Thüringen sind bis einschließlich der Osterferien geschlossen.
- Hamburg/Deutschland: Alle Schulen, Kitas und Kigas in Hamburg sind bis Ende März geschlossen.[22]
- Hannover/Deutschland: Alle Schulen, Kitas und Kigas in Niedersachsen sind bis einschließlich der Osterferien geschlossen.
- Kiel/Deutschland: Alle Schulen, Kitas und Kigas in Schleswig-Holstein sind bis einschließlich der Osterferien geschlossen.[23]
- Mainz/Deutschland: Alle Schulen, Kitas und Kigas in Rheinland-Pfalz sind bis einschließlich der Osterferien geschlossen.
- München/Deutschland: Ministerpräsident Markus Söder gibt in einer Pressekonferenz die Schließung aller Schulen, Kitas und Kigas in Bayern bis zum 20. April bekannt. Des Weiteren wird das Besuchsrecht in Krankenhäusern, Pflegeheimen und ähnlichen Einrichtungen stark eingeschränkt. Diese Maßnahmen sind erforderlich, um die Coronavirus-Pandemie einzudämmen.[24]
- Saarbrücken/Deutschland: Alle Schulen, Kitas und Kigas im Saarland sind bis einschließlich der Osterferien geschlossen.
- Stuttgart/Deutschland: Alle Schulen, Kitas und Kigas in Baden-Württemberg sind bis einschließlich der Osterferien geschlossen.
- Wiesbaden/Deutschland: Alle Schulen, Kitas und Kigas in Hessen sind bis einschließlich der Osterferien geschlossen.[25]

### Samstag, 14. März 2020
- Madrid/Spanien: Die spanische Regierung ruft im gesamten Land wegen der COVID-19-Pandemie den Ausnahmezustand aus.[26]
- Paris/Frankreich: Die französische Regierung schließt im gesamten Land  wegen der COVID-19-Pandemie Restaurants, Bars und Läden. Apotheken, Lebensmittelgeschäfte oder Banken bleiben geöffnet.[27]

### Sonntag, 15. März 2020
- München/Deutschland: Kommunalwahlen in Bayern
- Melbourne/Australien: Mit dem Großen Preis von Australien hätte die diesjährige Formel-1-Weltmeisterschaft beginnen sollen.
- Berlin/Deutschland: Aufgrund der COVID-19-Pandemie kontrolliert die deutsche Regierung die Grenzen zu Dänemark, Frankreich, Luxemburg, der Schweiz und Österreich für den Personenverkehr. Ausgenommen sind der Waren- und berufsbedingte Pendlerverkehr.[28]
- Wien/Österreich: COVID-19-Pandemie in Österreich – Das Parlament beschließt eine allgemeine Ausgangsbeschränkung, das Verbot von Versammlungen, die Schließung eines Großteils der Handels- und Dienstleistungsbetriebe. Die Beschränkungen treten am nächsten Tag in Kraft, die Schließung der Gastronomie erst am Dienstag, 17. März 2020.[29]

### Montag, 16. März 2020
- Den Haag/Niederlande: Um die Emission von Stickoxiden zu reduzieren, wird auf den Autobahnen in den Niederlanden die zulässige Höchstgeschwindigkeit tagsüber zwischen 6 und 19 Uhr von 130 km/h auf 100 km/h gesenkt.
- Bern/Schweiz: Der Bundesrat hat die «ausserordentliche Lage» gemäss Epidemiengesetz ab Mitternacht bis vorderhand 19. April 2020 erklärt. So müssen u. a. alle Restaurants, Bars sowie Unterhaltungs- und Freizeitbetriebe geschlossen bleiben (→ COVID-19-Pandemie in der Schweiz).
- München/Deutschland: Ministerpräsident Markus Söder ruft in Bayern den Ausnahmezustand aus.
- Kourou/Französisch-Guayana: Der europäische Weltraumbahnhof unterbricht wegen der Covid-19-Pandemie seinen Betrieb.[30]

### Dienstag, 17. März 2020
- Brüssel/Belgien: Die Staats- und Regierungschefs der Europäischen Union haben ein 30-tägiges Einreiseverbot für Nicht-EU-Bürger beschlossen.[31]

### Mittwoch, 18. März 2020
- Genf/Schweiz: Der 65. Eurovision Song Contest (ESC), der am 16. Mai 2020 in Rotterdam stattfinden sollte, wurde durch die Europäische Rundfunkunion abgesagt. Gespräche über einen ESC 2021 in Rotterdam laufen.[32]
- Mitterteich/Deutschland: Als erste Gemeinde in Bayern werden hier Ausgangssperren verhängt.[33]
- München/Deutschland: Der Beginn der Abiturprüfungen in Bayern wird vom 30. April auf den 20. Mai verschoben.[34]
- Tübingen/Deutschland: Das schwäbische biopharmazeutische Unternehmen CureVac AG kann nach Einschätzung der Miteigentümer Dietmar Hopp und Friedrich von Bohlen und Halbach möglicherweise im Herbst 2020 einen Impfstoff gegen die neuartige Atemwegserkrankung COVID-19 liefern und so aktiv die COVID-19-Pandemie bekämpfen.[35]
- Brüssel/Belgien: Die Regierung in Belgien verhängt landesweit die Ausgangssperre.[36]

### Donnerstag, 19. März 2020
- Berlin/Deutschland: Mit den Geeinten deutschen Völkern und Stämmen wird erstmals eine der Reichsbürgerbewegung zugerechnete Gruppierung verboten.
- Landkreis Wunsiedel/Deutschland: In zwei Gemeinden des Landkreises in Bayern werden Ausgangssperren verhängt.[37]

### Freitag, 20. März 2020
- München/Deutschland: Ministerpräsident Markus Söder verhängt Ausgangsbeschränkungen im Freistaat Bayern.
- Kalifornien: Der US-Bundesstaat Kalifornien hat im Kampf gegen die COVID-19-Pandemie eine allgemeine Ausgangssperre verhängt, die bereits ab der Nacht zum 20. März 2020 (Ortszeit) gilt. Der Gouverneur Gavin Newsom rechnet mit über 25 Millionen Corona-Infektionen in Kalifornien.[38]
- Berlin/Deutschland: Das Bundesministerium für Arbeit und Soziales in Berlin gibt eine Rentenanpassung ab 1. Juli 2020 bekannt. Damit steigen die Renten in Westdeutschland um 3,45 Prozent und in Ostdeutschland um 4,20 Prozent. Die Rentenerhöhung im Sommer 2020 für rund 21 Millionen Rentner geht einher mit zusätzlichen Einkommensteuereinnahmen in dreistelliger Millionenhöhe für den Staat.[39]
- Berlin/Deutschland: Der baden-württembergische Landtagsabgeordnete Wolfgang Gedeon wird aus der AfD ausgeschlossen.

### Sonntag, 22. März 2020
- Conakry/Guinea: Parlamentswahl und Referendum in Guinea

### Montag, 23. März 2020
- Bern/Schweiz: Das Bundesamt für Kultur gibt die Gewinner des Schweizer Filmpreises 2020 bekannt. Die Filme Le milieu de l’horizon und Immer und ewig werden mit je zwei Preisen ausgezeichnet.[40][41]
- Zagreb/Kroatien: In der Region der Hauptstadt kam es zu zwei Erdbeben der Stärke 5, bei denen unter anderem die Kathedrale von Zagreb schwer beschädigt wurde.[42]

### Mittwoch, 25. März 2020
- Pristina/Kosovo: Die kosovarische Regierungskoalition zerbricht im Streit um die Strategie gegen die COVID-19-Pandemie an einem Misstrauensvotum gegen Premierminister Albin Kurti.

### Donnerstag, 26. März 2020
- Brüssel/Belgien: Die Botschafter der  EU-Mitgliedsstaaten einigen sich auf ein Mandat für eine neue Militärmission im Mittelmeer zur Durchsetzung der UN-Sanktionen gegen Libyen. Die Operation Irini als Nachfolgerin der Operation Sophia beginnt am 1. April 2020.

### Freitag, 27. März 2020

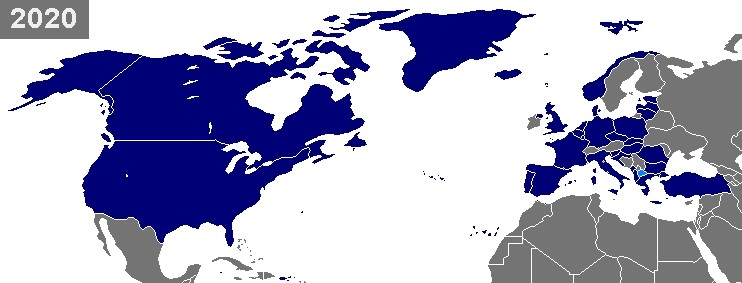
Fünfte NATO-Osterweiterung – Nordmazedonien

- Washington, D.C./Vereinigte Staaten: Nordmazedonien wird 30. Mitglied der NATO.[43]
- Paris/Frankreich: Elf europäische Staaten gründen die Taskforce Takuba zur Bekämpfung des Terrorismus in Mali und in der Sahelzone.[44][45][46]
- Vatikanstadt/Staat der Vatikanstadt: Der Papst spricht seinen Segen  Urbi et orbi erstmals vor dem leeren Petersplatz.[47]
- Hannover/Deutschland: Der größte europäische Reisekonzern TUI teilt mit, die Bundesregierung habe einen Überbrückungskredit der staatlichen Förderbank KfW in Höhe von 1,8 Milliarden Euro zur Abfederung der Auswirkungen der COVID-19-Pandemie genehmigt.[48]

### Samstag, 28. März 2020
- Berlin-Gatow/Deutschland: Die deutsche Luftwaffe fliegt schwer an Covid-19 erkrankte Menschen aus Italien aus.[49]
- Wiesbaden/Deutschland: Das Bundeskriminalamt veröffentlicht seinen Abschlussbericht zum Anschlag in Hanau.[50]
- International: Earth Hour von 20:30 bis 21:30 Uhr.

### Sonntag, 29. März 2020
- Köln/Deutschland: Die 1758. und damit letzte Folge der Fernsehserie Lindenstraße wird erstmals gesendet.
- Bamako/Mali: Parlamentswahl, 1. Wahlgang

### Montag, 30. März 2020
- Budapest/Ungarn: Das Parlament beschließt gegen die Stimmen der Opposition ein Notstandsgesetz, wonach die Regierung zum Erlass von Dekreten und zur Aussetzung von Grundrechten und Gesetzen befugt wird. Wahlen und Volksabstimmungen sollen nicht stattfinden. Ein Enddatum ist nicht vorgesehen; das Parlament kann zwar über die Aufhebung der Maßnahmen entscheiden, da das Gesetz jedoch das Mittel der „erzwungenen parlamentarischen Pause“ vorsieht, kann die Regierung den Zusammentritt des Parlaments effektiv verhindern, sodass die ungarische Regierung die Möglichkeit hat, auf unbestimmte Zeit ohne Mitwirkung des Parlaments mittels Dekreten zu regieren. Kritiker sehen eine Parallele zum Ermächtigungsgesetz vom 24. März 1933 der NSDAP im deutschen Reich.
- Laren/Niederlande: Aus dem Museum Singer Laren wird Vincent van Goghs Ölgemälde Der Pfarrgarten von Nuenen im Frühjahr gestohlen.[51]

### Dienstag, 31. März 2020
- Berkeley/Vereinigte Staaten: Das von der Universität von Kalifornien betriebene Projekt SETI@home wird eingestellt.
- Kiew/Ukraine: Das ukrainische Parlament hat in einer umstrittenen Bodenreform die Öffnung des Bodenmarktes beschlossen.